# Coupe du monde de marathon FINA de nage en eau libre 2013
Navigation
Édition 2012 Édition 2014
L'édition 2013 de la Coupe du monde de marathon de nage en eau libre, se dispute entre les mois de janvier et octobre.
Les étapes, au nombre de huit, se tiennent sur trois continents.

## Les étapes
| Date       | Lieu         |
| ---------- | ------------ |
| 27 janvier | Santos       |
| 2 février  | Viedma       |
| 1er mars   | Eilat        |
| 13 avril   | Cozumel      |
| 25 juillet | Lac St-Jean  |
| 10 août    | Lac Mégantic |
|            | Shantou      |
| 6 octobre  | Hong Kong    |

## Attribution des points
À chacune des étapes du circuit 2013 du Grand Prix de nage en eaux libres, des points sont attribués suivant la grille suivante à tous les nageurs terminant la course dans le délai imparti. Les points sont doublés lors de la dernière course de la saison.
| Classement | Points |
| ---------- | ------ |
| 1          | 20     |
| 2          | 18     |
| 3          | 16     |
| 4          | 14     |
| 5          | 12     |
| 6          | 10     |
| 7          | 8      |
| 8          | 6      |
| 9          | 4      |
| 10         | 3      |
| >10        | 2      |

## Classement

### Hommes
| Place | Nom                | Nationalité | Point |
| ----- | ------------------ | ----------- | ----- |
| 1     | Thomas Lurz        | Allemagne   | 100   |
| 2     | Romain Béraud      | France      | 86    |
| 3     | Allan Do Carmo     | Brésil      | 78    |
| 4     | Christian Reichert | Allemagne   | 56    |
| 5     | Samuel De Bona     | Brésil      | 54    |

### Femmes
| Place | Nom                | Nationalité | Point |
| ----- | ------------------ | ----------- | ----- |
| 1     | Emily Brunemann    | États-Unis  | 107   |
| 2     | Martina Grimaldi   | Italie      | 98    |
| 3     | Ana Marcela Cunha  | Brésil      | 96    |
| 4     | Christina Jennings | États-Unis  | 48    |
| 5     | Angela Maurer      | Allemagne   | 36    |

## Vainqueurs par épreuve
| Étapes       | Hommes               | Hommes             |                   | Femmes             | Femmes |
| Étapes       | Vainqueur            | Temps              | Vainqueur         | Temps              |        |
| Santos       | Romain Béraud        | 2 h 2 min 26 s 01  | Emily Brunemann   | 2 h 11 min 18 s 04 |        |
| Viedma       | Romain Béraud        | 1 h 50 min 21 s    | Emily Brunemann   | 1 h 59 min 51 s    |        |
| Eilat        | Christian Reichert   | 1 h 53 min 29 s 50 | Ana Marcela Cunha | 2 h 2 min 53 s 15  |        |
| Cozumel      | Daniel Fog           | 1 h 56 min 38 s 10 | Martina Grimaldi  | 2 h 9 min 39 s 20  |        |
| Lac St-Jean  | Alexander Studzinsky | 2 h 0 min 6 s 90   | Emily Brunemann   | 2 h 1 min 2 s 90   |        |
| Lac Mégantic | Thomas Lurz          | 2 h 15 min 35 s    | Martina Grimaldi  | 2 h 26 min 52 s    |        |
| Shantou      | Thomas Lurz          | 1 h 46 min 56 s 54 | Poliana Okimoto   | 1 h 52 min 51 s 48 |        |
| Hong Kong    | Samuel De Bona       | 1 h 53 min 34 s    | Poliana Okimoto   | 2 h 2 min 48 s 50  |        |